# 源義仲
源義仲（日语：／ Minamoto no Yoshinaka，1154年—1184年3月4日），日本平安時代末期著名的武將，又名木曾義仲，因在信濃國的木曾谷（今長野縣木曾郡木曾町）長大，故被稱作木曾義仲。出身名門河內源氏，源義賢的次子，幼名「駒王丸」。同時期著名的武將源賴朝及源義經為其堂兄弟。
1180年，以仁王在源賴政的勸說下，在京都起兵討伐平家，並向全日本的源氏討伐平家的令旨。但不久以仁王兵敗被殺。其子北陸宮逃往北陸道，木曾義仲擁立他為主，起兵反對平家。在1183年俱利伽羅峠之戰中，木曾義仲大敗平家，直逼京都，威震四方，迫使平家拋棄京都逃亡西國。
木曾義仲進入京都後，被後白河法皇封為從五位下、左馬頭、越後守，人稱「旭將軍（或朝日將軍）」。他試圖恢復在1181年養和飢荒後荒廢的京都的繁榮，但失敗了。同時由於軍隊缺乏食糧，發生了搶劫民宅的暴動，使其民心大為下降。此外又因皇位繼承問題與法皇發生衝突，最終在法住寺合戰中囚禁後白河法皇和後鳥羽天皇，罷免反對自己的公卿並自封征東大將軍。
次年，盤踞鐮倉的源賴朝得知義仲囚禁法皇和天皇的消息後，派源範賴、源義經討伐義仲。義仲在宇治川戰敗，向北逃亡。同年在近江國粟津（今滋賀縣大津市）與源範賴的部下交戰，陣亡。
木曾義仲在源平合戰中大敗當權的平氏一門，威震四方，人稱「旭將軍（或朝日將軍）」，一度有君臨天下之勢。但由於年輕氣盛，加以特殊的成長背景下所形成的驕傲粗暴性格，之後眾叛親離，迅速敗亡。木曾義仲短暫的30年生涯充滿了傳奇性，崛起與滅亡的過程猶如一場壯麗的悲劇，是日本傳統的悲劇英雄之一。

## 生平

### 早期生平
源義仲出生在河內源氏家族，是擔任東宮帯刀舎人一職的源義賢的次子。幼名駒王丸，為一個名叫小枝御前的遊女所生。義仲早期的生平史料記載匱乏，相傳他出生在武藏國的大藏館（今埼玉縣嵐山町），也有可能出生在源義賢居住的上野國多胡郡（今群馬縣多野郡）。
根據《平家物語》、《源平盛衰記》記載，其父源義賢同伯父源義朝對立，結果源義朝長男源義平在大藏館擊殺源義賢。源義平試圖殺害當時年僅2歲的駒王丸，但被畠山重能和齋藤實盛設計救出，逃往信濃國。而根據《吾妻鏡》記載，駒王丸被信濃國住人中原兼遠認為養子，居住在信濃國木曾谷（今長野縣木曾郡木曾町），元服後通稱木曾次郎義仲。中原兼遠的三個親生兒子英勇非常，在木曾義仲起兵後，成為木曾麾下的心腹悍將，是義仲四天王中的三位。
此外，義仲在年輕時曾在諏訪大社下社的宮司金刺盛澄處修行，後來金刺一族的手塚光盛等和中原一族皆是義仲的心腹。
義仲的異母兄源仲家，則由京都的源賴政收為養子。

### 舉兵
治承4年（1180年），以仁王向全國發出打倒平家的令旨。義仲的叔父源行家呼籲全國各地的源氏族人舉兵討伐平家。義仲的兄長源仲家參加了以仁王舉兵，在宇治川同源賴政一起陣亡。同年9月7日，義仲聲援北信濃的源氏族人（市原合戰），向父親源義賢的舊領上野國多胡郡進發。2個月後回到信濃，以佐久郡依田城為根據地舉兵。義仲從上野國回到信濃的原因是避免同源賴朝和藤姓足利氏發生衝突。
翌年（1181年）6月，義仲在小縣郡白鳥河原聚集了木曾眾、佐久眾(平賀氏)、上州眾等三千騎攻入越後，在千曲川横田河原之戰中擊破城助職，此後義仲進軍北陸道。壽永元年（1182年）擁立逃到北陸道的以仁王遺子北陸宮為主，明確表示繼承以仁王的遺志和立場。他的勢力滲透到了北陸道的各地，但他避免與同源賴朝結盟的南信濃甲斐源氏豪族武田信光發生衝突。
壽永2年（1183年）2月，源賴朝擊敗了敵對的志田義廣，而後，志田義廣投奔侄兒義仲；而於1181年，義仲亦曾庇護與源賴朝關係不和睦的源行家，此舉使義仲與源賴朝之間的關係更加惡化。而根據《平家物語》、《源平盛衰記》的說法，武田信光曾想將女兒嫁給義仲的嫡子源義高，但後來因為信濃國支配權的問題與義仲發生衝突，武田信光向源賴朝進讒，聲稱義仲聯合平家欲滅源賴朝。為了避免同武田賴朝衝突，義仲與武田賴朝達成和議，並將嫡子木曾義高送往鐮倉作為人質。
5月11日，木曾義仲在越中國礪波山的俱利伽羅峠之戰大破由平維盛率領的數萬平家大軍。此後在篠原之戰再敗平家，沿途糾集武士，以破竹之勢直逼京都。6月10日進入越前，13日進入近江國，6月末同京都最後的關門延曆寺進行交涉。其諜文內容含有威脅恫嚇之意，由右筆大夫覺明執筆。7月22日義仲在東塔的惣持院建立城郭。源行家則從伊賀方面進攻，與安田義定、多田行綱等其他源氏武將一同迫近京都。25日，平家決定放棄京都，挾持安德天皇和守貞親王逃往西國。平家試圖劫持後白河法皇一起出逃，但法皇事先察覺了此事，秘密前往比叡山避難。近江源氏的山本義經派遣兒子錦部冠者義高保護其安全。

### 入京
7月27日，後白河法皇與義仲同心反對平家，返回京都。《平家物語》感歎道，「二十餘年未見的源氏白旗，今日第一次進入了京都。」翌日義仲入京，與源行家一起在蓮華王院參見法皇，接受了討伐平家的命令。2人並肩不分前後參謁法皇，爭奪參謁的序列。30日召開公卿議定會議，認定功勳第一的為源賴朝，第二木曾義仲，第三源行家，並依此授予位階。（《玉葉》7月30日條）。同時義仲被委以收拾平家撤離京城後治安混亂狀態的重任。義仲將入京的同盟軍武將分配到周邊地區，自己則負責中心地區九重（左京）的守護工作。（《吉記》7月30日條）
8月10日除目儀式舉行，義仲被授予從五位下、左馬頭領越後守的官位；源行家被授予從五位下備後守的官位（《百錬抄》同日條、《玉葉》8月11日條）。16日義仲遷任伊予守，源行家遷任備前守。《平家物語》記載，義仲在此期間得到了朝日將軍的稱號。義仲和源行家互相討厭，義仲不願要越後，改授伊予；行家不願要備後，改授備前。

### 介入皇位繼承問題
後白河法皇要求逃亡西國的平家送天皇和三神器還京，但交涉無果而終（《玉葉》8月12日條）。因此法皇決定從留在京都的高倉上皇的二位皇子惟明親王和尊成親王中選出一人為新的天皇。但義仲自恃驅逐平家有功，力薦由北陸宮即位。而比叡山的俊堯僧正認為以仁王是天皇派系的正統血統，執意要求朝廷立北陸宮為天皇。然而九條兼實支持讓高倉上皇的皇子即位，法皇亦對武士介入皇位繼承問題而感到不快。8月20日尊成親王被立為帝，是為後鳥羽天皇。尊成親王之所以超越兄長惟明親王，是由於法皇的寵妃丹後局支持的緣故。（《玉葉》8月18日條）
推舉北陸宮事件，使重視傳統和格式化的法皇和公卿們發現木曾義仲是個粗野的人物，對宮中的政治、文化、歷史知識的一竅不通以及沒有教養。與平家一門和童年在京都長大的源賴朝相比，義仲在山村裡長大，對上層社會根本就沒有接觸的機會。

### 恢復治安的失敗
義仲恢復京都的企圖失敗。連年的饑荒使糧食的事情極度惡化(養和飢荒)。同時義仲一同進京的武士在京都附近地區胡作非為，隨意燒殺搶劫和追捕百姓，強行割取百姓的稻穀，甚至連神社下屬的莊園都不放過，後來公卿也成為了受害者（《玉葉》9月3日條）。事實義仲一同進京的武士並不是義仲的部下，而是由源行家和安田義定、近江源氏、美濃源氏和攝津源氏組成的雜牌軍，義仲沒法管理他們。
《平家物語》記載，法皇下達了禁止掠奪的命令。但義仲卻稱軍中不能沒有糧食，與法皇發生衝突。《平家物語》稱義仲在此時同法皇決裂，導致了法住寺合戰的發生。
而後，忍無可忍的後白河法皇責駡了義仲，聲稱「天下不靜，又平氏放逸，每事不便也。」（《玉葉》9月21日條）。自知立場惡化的義仲奏請率軍追討平氏，法皇親自授予了他出陣的寶劍。義仲試圖以戰功來恢復自己失去的信用並確保兵糧的充足。義仲將心腹樋口兼光留在京都，自己則率軍下播磨國。

### 向後白河法皇抗議
在義仲征討平家的同時，源賴朝的申書送達了朝廷。其內容是「歸還被平家強行霸佔的神社佛寺領的本社」、「歸還被平家強行霸佔的院宮諸家領的本主」、「投降者不施以斬罪」。朝廷大喜，「這一申狀，與義仲等人完全不同。」（《玉葉》10月2日條）10月9日，法皇恢復了源賴朝原本的官位，14日又下達了所謂的壽永二年十月宣旨，將東海道、東山道諸國的實際控制權暫時授予源賴朝。（《百錬抄》）
得知此事的義仲仍舊在西國苦戰。閏10月1日，義仲在水島之戰中為平家所慘敗，有力武將矢田義清陣亡。正在戰線處於膠著狀態時，源賴朝派弟弟為大將軍率數萬大軍上洛的情報傳入義仲的耳中（《玉葉》閏10月17日條）。驚恐的義仲立刻停止了對平家的進攻，15日率少數軍隊返回京都。20日，義仲對於召源賴朝上洛一事，向法皇提出強烈的抗議（《玉葉》同日條）。義仲要求下達討伐賴朝的御教書（《玉葉》閏10月21日條），並且起用志田義廣為平家追討使。
義仲的敵人不再是平家，而變成了源賴朝。19日，義仲會合源氏一族，計劃奉戴法皇出征關東（《玉葉》閏10月20日條），26日向興福寺僧眾下達了討伐賴朝的命令（《玉葉》同日條）。然而前者因源行家、源光長的強烈反對而失敗，後者僧眾也沒有回音。義仲指揮之下的武士已經處於瓦解狀態，義仲和源行家的不和已經公開顯現出來了。（《玉葉》閏10月27日條）

### 決裂
11月4日，源義經軍到達布和之關（不破關），義仲下定了同鐮倉軍決一雌雄的決心。一方面，得到源賴朝軍逼近京都的消息，後白河法皇試圖將義仲放逐出京都。義仲出示了讓義經率少數部眾入京的妥協方案（《玉葉》11月16日條），法皇則得到延曆寺、園城寺的幫助，召集僧兵、流氓等，在法住寺殿建造柵欄等防禦工事。同時法皇將攝津源氏、美濃源氏等拉攏到自己陣營中來，數目遠遠在義仲兵力之上。
後白河院方面的主力部隊源行家，當時已離開京都征討平家。（《玉葉》11月8日條），法皇認為自己擁有壓倒性的優勢，向義仲下達了最後通牒。法皇宣稱義仲被派往西國征討平家，但中途返回京都；同時背叛了院宣同源賴朝作戰，私自留在京都，可以認定是謀反行為。不給義仲辯解的餘地。（《玉葉》11月17日條、《吉記》《百錬抄》11月18日條）。
與此相對地，義仲覆書表示完全沒有違背君命的意思，公卿九條兼實也對義仲表示支持（《玉葉》11月18日條）。然而法皇不理會義仲的回覆，18日召後鳥羽天皇、守覺法親王、圓惠法親王和天台座主明雲進入御所，展現以武力對抗義仲的決心。

### 法住寺合戰
11月19日，義仲責怪法皇，攻擊法住寺殿。後白河院方面的源光長、源光經父子奮戰抵抗，在義仲的決死猛攻面前大敗。義仲的部下逮捕了從御所中逃出來的法皇，歡呼聲直衝上雲霄（《玉葉》11月22日條）。義仲把後白河法皇幽禁在了五條東洞院的攝政邸內。在此次戰鬥中，明雲和圓惠法親王戰死。九條兼實感嘆道：「如此高貴的僧人遭到如此的劫難，真是聞所未聞。」（《玉葉》11月22日條）義仲收到天台座主明雲的首級之後，十分輕蔑地將它投棄到了河裡。（《愚管抄》）20日，義仲把源光長以下百余人的首級懸掛在五條河原示眾。（《百錬抄》同日條、《吉記》21日條）
21日，義仲和松殿基房（原關白）結盟，次日任命基房的兒子松殿師家為內大臣兼攝政，建立傀儡政權。《平家物語》稱義仲強娶基房的女兒伊子為妻，但事實上基房為了恢復自己的勢力，主動將女兒嫁給了義仲。
11月28日，義仲決定將前攝政近衛基通家領的八十餘所給予了新攝政松殿師家，并將中納言藤原朝方以下的43人解除了官職（《吉記》《百錬抄》同日條、《玉葉》29日條）。12月1日，義仲擔任院御厩別當，兼任左馬頭，全權掌握軍事大權（《吉記》同日條）。10日下達討伐源賴朝的院宣，形式上成為了官軍（《百錬抄》《吉記》同日條）。

### 臨終
壽永3年（1184年）1月6日，鐮倉軍越過墨俣進入美濃的消息傳入義仲耳中，義仲大為驚恐。15日自封為征東大將軍。在與平家達成和議之後，義仲試圖挾持法皇至北陸；但源範賴、源義經率鐮倉軍迫近京都，義仲不得不固守京都防備。由於幽禁法皇等一系列暴行，很少人支持義仲，因此在宇治川和瀨田之戰中慘敗。義仲自己則於20日在近江國的粟津（今滋賀縣大津市）陣亡，享年31歲。
義仲戰死後，嫡子源義高在大姫（源賴朝的女兒）的幫助下逃離鐮倉，但在半路上被源賴朝殺死。
此外，戰國時代的木曾氏自稱是木曾義仲的子孫。

## 文化影响
电子游戏
- 《Fate/Samurai Remnant》中为无主英灵，职介Saber，声优是櫻井透。

## 外部連結
- （日語） 義仲館
- （日語） 平家物語人物・木曾義仲 （页面存档备份，存于）